# Imperativo (film)
Imperativo (Imperativ) è un film del 1982 diretto da Krzysztof Zanussi.

## Riconoscimenti
- Festival di Venezia
  - Leone d'argento - Gran premio della giuria